# 칭허샤오잉차오역
칭허샤오잉차오역(중국어: 清河小营桥站)은 중국 베이징시 하이뎬구 칭허 가도의 징장 고속·융타이좡 북로 교차로에 위치한 창핑선의 지하철역으로, 동시에 베이징 지하철 19호선 환승에 대비하여 예비 승강장을 미리 건설하였다. 본 역은 2023년 2월 4일 창핑선 칭허역 - 시투청 간 개통과 함께 개장하였다.

## 위치
본 역은 징장 고속공로와 융타이좡 북로의 교차점에 위치한다. 역은 남북 방향으로 배치되어 있다.

## 역 구조

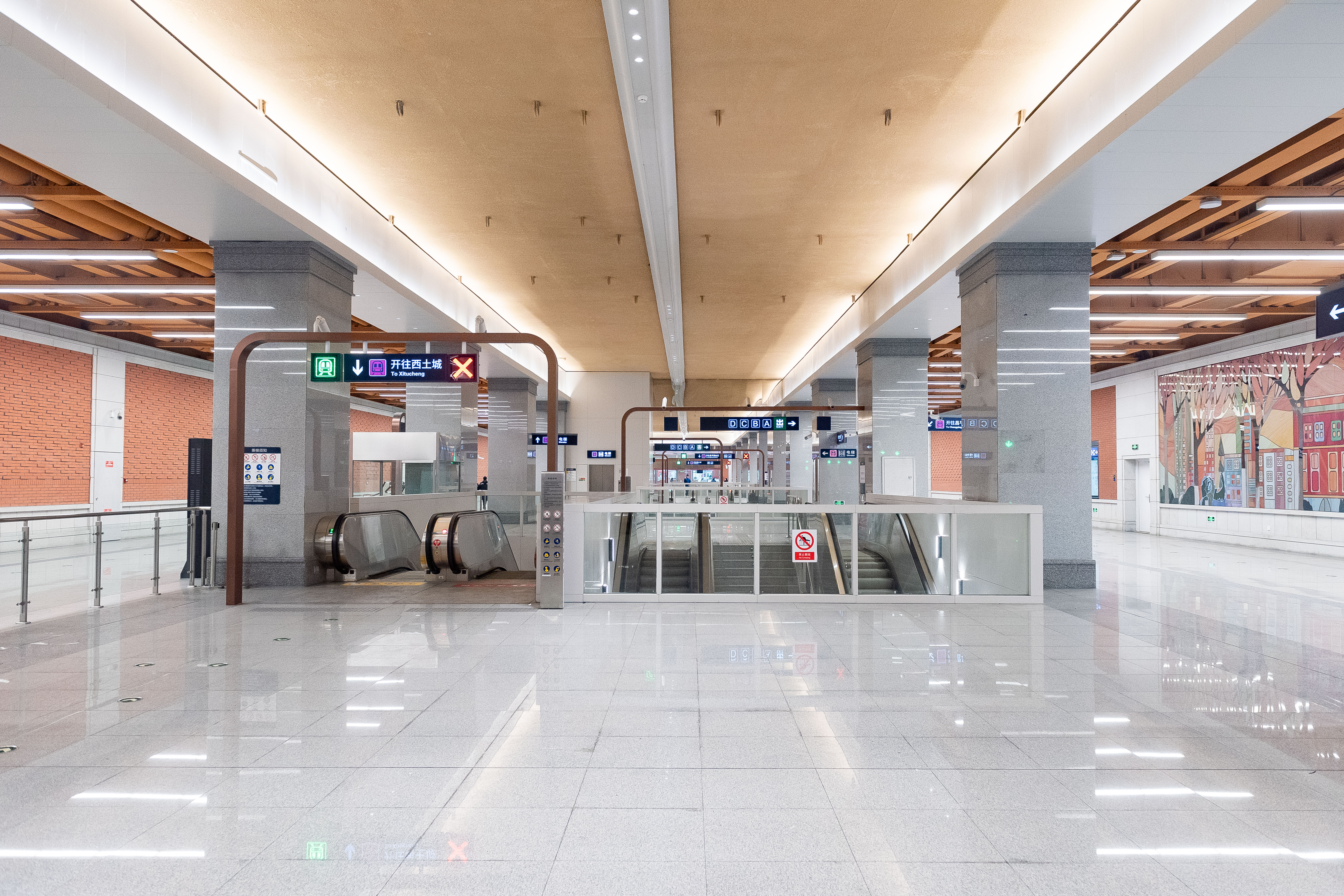
대합실

역사는 본체 길이 352.1m, 표준 구간 폭 28.9m, 높이 29.98m의 4층 3경간 구조를 채택한 지하 역사이다.

### 층별 구조
| 지면     |                                 | A1－A2, B1－B3, C, D출입구                                               |
| 지하 1층 |                                 | 출입구 장비실                                                            |
| 지하 2층 | 대합실                          | 고객 서비스 센터, 자동 발매기, 출입 게이트, 징장 고속공로를 통한 B출입구 |
| 지하 3층 | ←                               | ■ 19호선 예정 선로                                                       |
| 지하 3층 | 섬식 승강장, 왼쪽 출입문이 열림 |                                                                          |
| 지하 3층 | →                               | ■ 창핑선 지먼차오 방면 (쉐즈위안)                                        |
| 지하 4층 | ←                               | ■ 19호선 예정 선로                                                       |
| 지하 4층 | 섬식 승강장, 왼쪽 출입문이 열림 |                                                                          |
| 지하 4층 | →                               | ■ 창핑선 창핑시산커우 방면 (주팡베이)                                    |

### 승강장

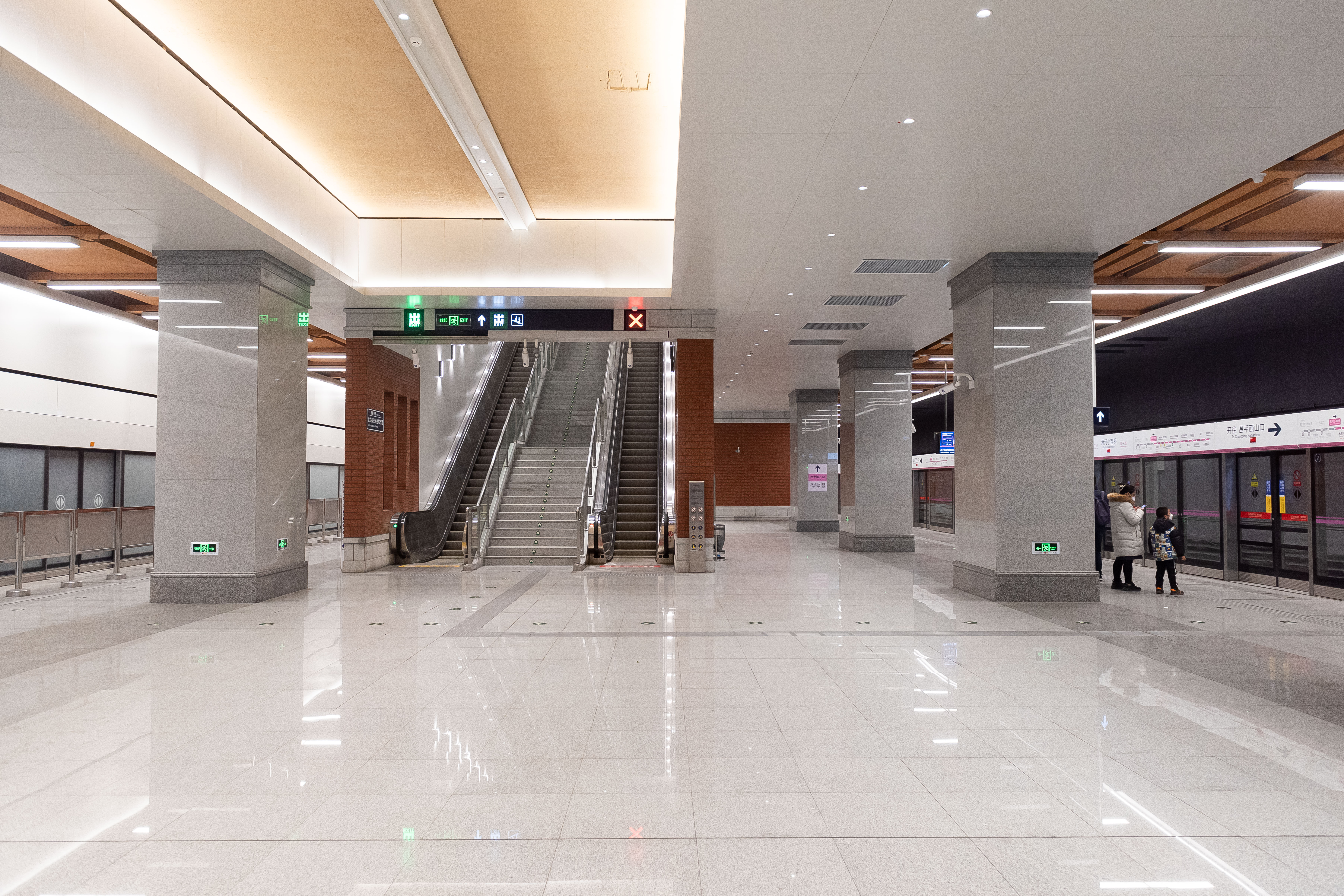
지하 4층 승강장

이 역에는 창핑선 남행 열차를 위한 3층 지하 승강장과 창핑선 북쪽행 열차를 위한 4층 지하 승강장을 포함하여 2개의 스택형 섬식 승강장으로 설계되었다. 대합실과 4층 지하 승강장을 직접 연결하는 높이 14.7m의 에스컬레이터 2세트(총 4개 장치)가 있다. 승강장의 서쪽은 창핑선의 선로, 동쪽은 19호선의 북쪽 연장을 위해 선시공된 선로이다. 창핑선과 19호선의 유효 승강장 길이는 각각 118m와 186m이다.

## 출입구
|                         |                     |                                                              |      |             |
|                         |                     |                                                              |      |             |
| 출구                    | 지시                | 출구 인근                                                    | 사진 | 무장애 시설 |
| 出口 · A · 1            | 칭허진로(清河镇路)  | 샤오잉 서로(小营西路), 옌위칭위안 커뮤니티(燕语清园小区)     |      | 빈칸        |
| 出口 · A · 2            | 칭허진로(清河镇路)  |                                                              |      | 빈칸        |
| 出口 · B · 1            | 징장 고속(京藏高速) | 징장 고속공로(京藏高速) 서측                                 |      |             |
| 出口 · B · 2            | 징장 고속(京藏高速) | 징장 고속공로(京藏高速) 동측, 베이징 칭허 의원(北京清河医院) |      |             |
| 出口 · B · 3            | 징장 고속(京藏高速) | 징장 고속공로(京藏高速) 동측, 융타이좡 북로(永泰庄北路)      |      | 빈칸        |
| 出口 · C                | 징장 고속(京藏高速) | 징장 고속공로(京藏高速) 서측                                 |      | 빈칸        |
| 出口 · D                | 징장 고속(京藏高速) | 칭허 중가(清河中街), 칭허2가(清河二街)                       |      |             |
| 아이콘 설명: 엘리베이터 |                     |                                                              |      |             |

## 역 예술

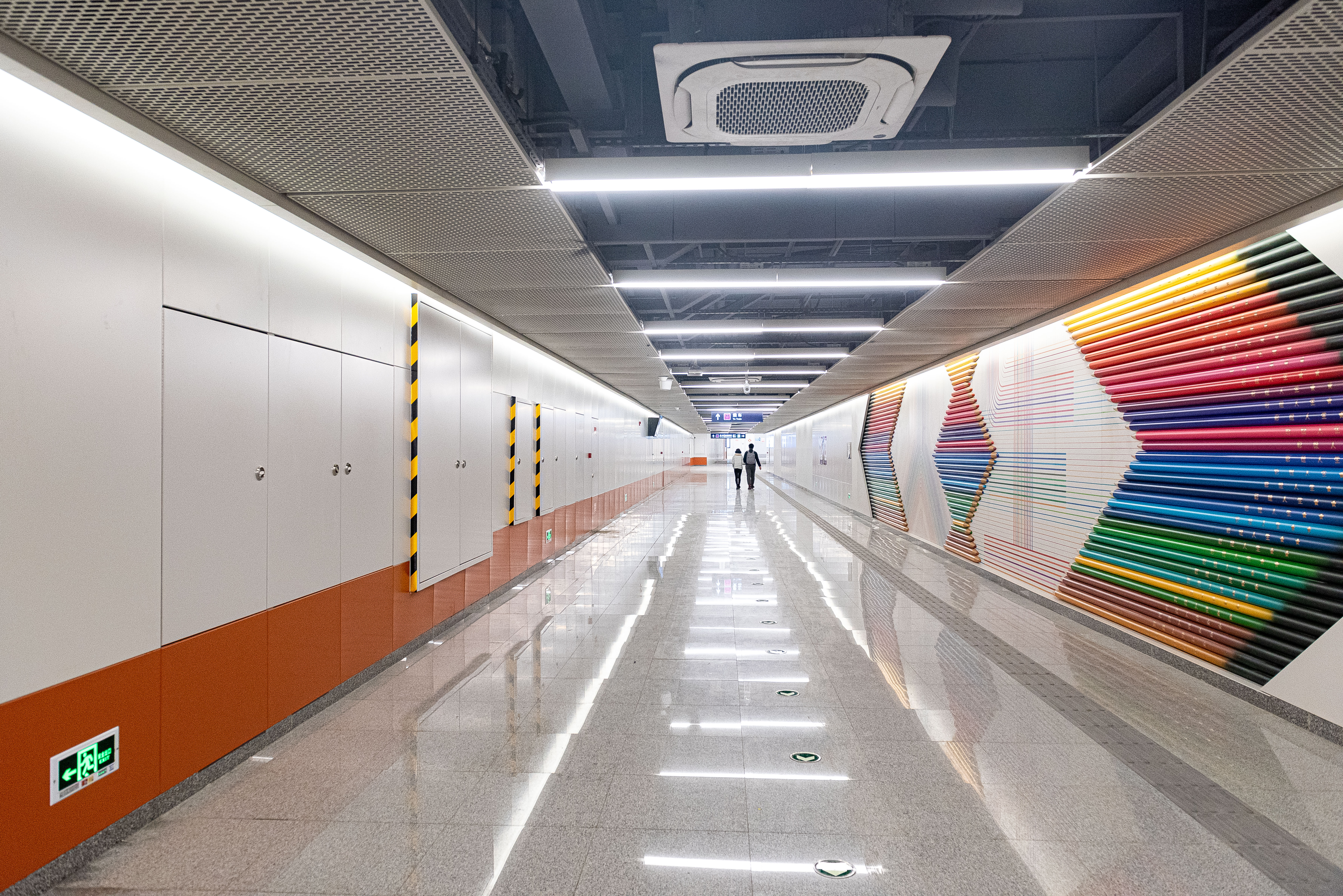
B2/B3 출입구에서 징장 고속공로 방향 연결 통로

역 유료 구역 내 벽에는 캠퍼스와 도시 비즈니스 건물을 각각 묘사한 "교직적 몽상《交织的梦想》"이라는 제목의 두 개의 벽화가 장식되어 있으며 B출입구 아래 징장 고속공로 벽에는 색연필을 디자인 요소로 한 벽화 "회채인생《绘彩人生》"이 장식되어 있다.

## 역사
2021년 7월 19일, 베이징시 계획천연자원위원회에서 발표한 창핑선 남부 연장선 역명 계획에서 "샤오잉차오역(小营桥站)"으로 명명되었다.
2022년 6월, 본 역은 현재의 역명으로 변경되었다.
2023년 2월 4일, 이 역은 창핑선 남부 연장선 개통과 함께 개장하였다.
2024년 4월 28일, 이 역은 19호선 2단계와 창핑선 사이의 환승역으로 지정되어 "베이징 궤도교통 19호선 2단계 노선 통합 계획" 공개 초안에 포함되었다.

## 주해
1. ↑  기획 단계에서는 상칭차오역(上清桥站)으로 불리었다.